# Martynas Sajus
Martynas Sajus, né le 22 février 1996, à Kelmė, en Lituanie, est un joueur lituanien de basket-ball. Il évolue au poste de pivot.

## Palmarès

### En club
- Championnat de Lituanie :
  - Vainqueur : 2016, 2018.
- Coupe de Lituanie :
  - Vainqueur : 2018.

### En sélection
- Finaliste du Championnat d'Europe des 20 ans et moins 2016
- Vainqueur de l'Universiade d'été de 2017